# 新奥尔塔
新奥尔塔（義大利語：Orta Nova），是意大利福贾省的一个市镇。总面积103.83平方公里，人口17767人，人口密度171.1人/平方公里（2009年）。ISTAT代码为071036。